# Juris Silovs (wielrenner)
Juris Silovs (Dobele, 27 januari 1973) is een Lets voormalig wielrenner die in het verleden uitkwam voor onder meer Cofidis.

## Overwinningen
1995
- GP Faber
- 1e etappe Kalisz-Konin

1996
- 5e etappe Teleflex Tour

1997
- Lets kampioen op de weg, Elite
- 4e etappe Regio Tour International
- 7e etappe Teleflex Tour
- 1e etappe Hofbrau Cup

1998
- Lets kampioen op de weg, Elite

1999
- Berg- en puntenklassement Prudential Tour

## Resultaten in voornaamste wedstrijden
| Jaar | Ronde van Vlaanderen |
| ---- | -------------------- |
| 1998 | 23e                  |

Wielerploegen van Juris Silovs
Andersen · 
Holm (tot 30/04) ·
Jørgensen · 
Kyneb ·
Nelissen ·
Piziks ·
Rosborg ·
Silovs · 
Skibby · 
Steen Nielsen ·
Strange Jacobsen
Andersen ·
Blaudzun · 
Colonna ·
Jørgensen · 
Kyneb ·
Larsen ·
Piziks ·
Rosborg ·
Sandstød ·
Silovs · 
Skibby · 
Steen Nielsen ·
Strange Jacobsen ·
Streel (tot 15/09) 
Bourgain · 
De Wolf · 
Desbiens · 
Farazijn · 
Flammang · 
Gané · 
Gaumont · 
Krafft · 
Lamour · 
Le Boulanger · 
D. Lefèvre · 
L. Lefèvre · 
Lelli · 
Le Quellec · 
Loder ·
Lopeboselli ·
Mattan · 
Meier · 
Millar · 
Moncoutié · 
Moreau ·
Peers · 
Planckaert ·
Pommereau ·
Prétot · 
Rinero · 
Sassone · 
Silovs · 
Tombak · 
Tournant · 
Vandenbroucke · 
Bonnet (stagiair) · 
Fogen (stagiair) · 
Tournier (stagiair) 
Atienza · 
Beloesov · 
Bourgain · 
Clain · 
Cuesta · 
Dublé ·
Farazijn · 
Flammang · 
Fofonov ·
Gané · 
Gaumont · 
Hayles · 
Kivilev · 
Krafft · 
Lamour · 
Le Boulanger · 
D. Lefèvre · 
L. Lefèvre · 
Lelli · 
Lopeboselli ·
Loué · 
Mattan · 
Millar · 
Moncoutié · 
Peers · 
Planckaert ·
Pommereau ·
Rinero · 
Rutkiewicz ·
Sassone · 
Silovs (tot 31/07) · 
Tessier · 
Tombak · 
Tournant · 
Trentin · 
Andre (stagiair) · 
Vanoverschelde (stagiair) 
- Nationale Bibliotheek van Letland: 000266965
- Virtual International Authority File: 5805154137645915370009